# Copa Profesional de Microfútbol 2013 (Colombia)
La Copa Postobon de Microfútbol 2013 fue la quinta edición de la Copa Profesional de Microfútbol. Comenzó a disputarse el 20 de abril y culminó el día 26 de septiembre con título para el equipo Barrancabermeja CF. 19 fue el número de equipos que jugaron esta temporada. El jueves 4 de abril se realizó el sorteo del torneo para definir los dos grupos.

## Cobertura por televisión
Claro Sports Colombia transmite ininterrumpidamente los encuestros cada semana desde el año 2011. Dicho canal cuenta con un programa semanal llamado 'Salón del Gol' que hace el cubrimiento del torneo y de la actividad que encierra esta modalidad deportiva.

## Sistema de juego
En cada uno de los partidos del campeonato “V COPA POSTOBÓN DE MICROFÚTBOL” se adjudicarán dos (2) puntos por partido ganado, un (1) punto por partido empatado y cero (0) puntos por partido perdido.
El campeonato “V COPA POSTOBÓN DE MICROFÚTBOL”, iniciará el 20 de abril de 2013 y finalizará el 26 de septiembre de 2013.
El campeonato se realizará con la participación de 19 equipos, divididos en dos grupos (9 en el grupo A y 10 en el grupo B)
En la primera fase se jugará en 18 fechas bajo el sistema de todos contra todos en cada grupo, debido a que el grupo A contará con 9 equipos habrá descanso para uno de ellos por cada fecha. Los cuatro primeros de cada grupo avanzaran a la segunda fase o de confrontación directa jugando partidos de ida y vuelta cerrando de local los 4 mejores equipos. Las llaves en la segunda fase se conformarán así:
- Segunda fase

Llave 1: (1° del Grupo A) vs. (4° del Grupo B)
 Llave 2: (1° del Grupo B) vs. (4° del Grupo A)
Llave 3: (2° del Grupo A) vs. (3° del Grupo B)
Llave 4: (2° del Grupo B) vs. (3° del Grupo A)
- Semifinales

Los ganadores de cada llave accederán a la semifinal de la siguiente manera:
(F1) Ganador Llave 1 vs. Ganador Llave 4
(F1) Ganador Llave 2 vs. Ganador Llave 3
- Final

Como resultado quedarán dos equipos que disputarán la final de la V Copa Postobon de Microfútbol.

## Todos Contra Todos

### Grupo A
| Pos | Equipo                  | Pts | PJ | PG | PE | PP | GF | GC | Dif |
| --- | ----------------------- | --- | -- | -- | -- | -- | -- | -- | --- |
| 1.  | Barrancabermeja CF      | 28  | 16 | 13 | 2  | 1  | 84 | 38 | 46  |
| 2.  | Saeta Ch. Felicci       | 25  | 16 | 12 | 1  | 3  | 67 | 36 | 42  |
| 3.  | Bucaramanga FSC         | 24  | 16 | 11 | 2  | 3  | 70 | 48 | 22  |
| 4.  | Independiente Santander | 18  | 16 | 8  | 2  | 6  | 64 | 55 | 9   |
| 5.  | Potros de Casanare      | 16  | 16 | 6  | 4  | 6  | 60 | 74 | -14 |
| 6.  | Polykennedy P&Z         | 11  | 16 | 4  | 3  | 9  | 64 | 69 | -5  |
| 7.  | Chiquinquirá Esmeraldas | 11  | 16 | 4  | 3  | 9  | 47 | 81 | -34 |
| 8.  | Motilones FDS           | 8   | 16 | 2  | 4  | 10 | 46 | 77 | -31 |
| 9.  | Rinocerontes FSC        | 3   | 16 | 1  | 1  | 14 | 48 | 82 | -34 |